# Lois de Fick

La diffusion moléculaire d'un point de vue microscopique et macroscopique. Les molécules solubles sur le côté gauche de la barrière (ligne violette) diffusent pour remplir le volume complet.
En haut : une seule molécule se déplace aléatoirement.
Au milieu : Le soluté remplit le volume disponible par marche aléatoire.
En bas : au niveau macroscopique, le côté aléatoire devient indétectable. Le soluté se déplace des zones où les concentrations sont élevées vers les zones à concentrations plus faibles. Ce déplacement est décrit par la loi de Fick.

Les lois de Fick décrivent la diffusion de la matière dans un milieu binaire. Elles ont été établies par Adolf Fick en 1855.
Reliant le flux de matière au gradient de concentration, la première loi de Fick est analogue à la loi de Fourier pour la chaleur, et la seconde (qui se déduit de la première) à l'équation de la chaleur introduite par Joseph Fourier en 1822. Ce type de loi nommée loi de diffusion en mathématiques apparaît dans les systèmes décrivant un transport (masse, énergie, etc.) chaque fois que l'on peut séparer les échelles microscopiques d'un phénomène décrit par une équation cinétique comme l'équation de Boltzmann et les échelles du milieu continu macroscopique.
La première loi, au départ empirique, a été justifiée et généralisée dans le cas d'un milieu multicomposant sous le nom d'équations de Stefan-Maxwell d'après les travaux de Maxwell pour les gaz en 1866 et Josef Stefan pour les liquides en 1871.

## Première loi de Fick

### Forme générale
La loi exprime une relation linéaire entre le flux de matière et le gradient de concentration de celle-ci :
{\displaystyle \mathbf {J} _{j}=-\rho {\mathcal {D}}_{ij}\nabla c_{j}}
avec
| {\displaystyle \mathbf {J} _{j}}    | flux massique (kg m−2 s−1),                |
| {\displaystyle \rho }               | masse volumique (kg m−3),                  |
| {\displaystyle {\mathcal {D}}_{ij}} | coefficient de diffusion binaire (m2 s−1), |
| {\displaystyle c_{j}}               | fraction massique (sans unité).            |

### Propriété
Les quantités contenues dans l'équation sont telles que {\displaystyle {\mathcal {D}}_{ji}={\mathcal {D}}_{ij}} (symétrie de l'interaction entre les particules i et j) et {\displaystyle c_{i}+c_{j}=1} (par définition de la fraction massique).
On en déduit que la diffusion ne transporte pas globalement de masse, elle ne fait que répartir différemment celle-ci :
{\displaystyle \mathbf {J} _{i}+\mathbf {J} _{j}=0}
Cette propriété résulte en fait de la définition de la vitesse d'un fluide comme la vitesse d'ensemble (vitesse barycentrique, appelée généralement "vitesse", sans qualificatif) transportant globalement la masse et de la vitesse de diffusion transportant une composante de celle-ci par rapport au barycentre.

### Pour un soluté
On peut exprimer cette loi sous une autre forme pour un milieu incompressible où {\displaystyle \nabla \rho =0} en divisant par la masse molaire {\displaystyle M_{j}} (kg mol−1) du soluté :
{\displaystyle \mathbf {j} _{j}=-{\mathcal {D}}_{ij}\nabla C_{j}}
avec
| {\displaystyle \mathbf {j} _{j}={\frac {\mathbf {J} _{j}}{M_{j}}}} : | flux molaire (mol m−2 s−1),      |
| {\displaystyle C_{j}={\frac {\rho c_{j}}{M_{j}}}} :                  | concentration molaire (mol m−3). |
On note que {\displaystyle \mathbf {j} _{i}+\mathbf {j} _{j}\neq 0}

## Seconde loi de Fick
On peut définir une loi de conservation pour une variable extensive {\displaystyle \phi } entraînée à la vitesse {\displaystyle \mathbf {V} } et comportant un terme de production volumique {\displaystyle S} par :
{\displaystyle {\frac {\partial \phi }{\partial t}}+\nabla \cdot (\phi \mathbf {V} )=S}
Dans notre cas on prend {\displaystyle \phi =\rho c_{i}}, {\displaystyle \mathbf {V} ={\frac {\mathbf {J} _{i}}{\rho c_{i}}}} et {\displaystyle S=0}, ce qui donne dans le cas général :
{\displaystyle {\frac {\partial }{\partial t}}(\rho c_{i})+\nabla \cdot \mathbf {J} _{i}=0}
Dans le cas d'un liquide ou plus généralement d'un fluide incompressible, en divisant par {\displaystyle M} :
{\displaystyle {\frac {\partial C_{i}}{\partial t}}+\nabla \cdot \mathbf {j} _{i}=0}
Cette loi de conservation est appelée équation de la diffusion ou seconde loi de Fick. Elle est en tout point analogue à l'équation de la chaleur. On dispose donc pour l'analyse de tout l'arsenal théorique et numérique liée à celle-ci.